# Тарнувка (Злотовський повіт)
Тарнувка (пол. Tarnówka, нім. Tarnowke) — село в Польщі, у гміні Тарнувка Злотовського повіту Великопольського воєводства.
Населення — 1333 особи (2011).
У 1975-1998 роках село належало до Пільського воєводства.

## Демографія
Демографічна структура станом на 31 березня 2011 року:
|          | Загалом | Допрацездатний вік | Працездатний вік | Постпрацездатний вік |
| -------- | ------- | ------------------ | ---------------- | -------------------- |
| Чоловіки | 667     | 139                | 479              | 49                   |
| Жінки    | 666     | 149                | 398              | 119                  |
| Разом    | 1333    | 288                | 877              | 168                  |